# 宮崎県道12号都城東環状線
宮崎県道12号都城東環状線（みやざきけんどう12ごう みやこのじょうひがしかんじょうせん）は、宮崎県都城市から北諸県郡三股町を経由して、再び都城市に至る県道（主要地方道）である。

## 概要
都城市平塚町から北諸県郡三股町を経由して、都城市高城町起点側は地域高規格道路・都城志布志道路の一部として供用されており、終点側には未供用区間が存在する。
都城都市圏の環状道路であり、市街地西側から反時計回りに南側を経て北東側まで約半周する。起点側では、都城志布志道路（都城東環状線）五十町IC - 梅北IC間の開通に伴い、並行する現道は市道に降格し、都城志布志道路が本路線の本線となった。路線認定告示では終点が北諸県郡高城町（市町村合併に伴い現在は都城市高城町）とされており、宮崎県都城土木事務所管内図では宮崎自動車道都城IC付近が終点として描かれているが、2014年（平成26年）時点では北諸県郡三股町蓼池までが供用済みであり、残る都城市高城町までの区間は未供用である。

### 路線データ
- 起点：宮崎県都城市平塚町（平塚IC、宮崎県道・鹿児島県道2号都城隼人線交点）
- 終点：宮崎県都城市高城町（供用区間の終点は北諸県郡三股町蓼池）
- 重要な経過地：北諸県郡三股町[2]
- 実延長：19,485 m[注釈 1][3]

## 歴史
起点側では地域高規格道路都城志布志道路・都城東環状線が2001年度（平成13年度）に事業化され、2011年（平成23年）4月に五十町IC - 梅北IC間が開通、同年12月に同区間に並行する現道が県道区域の指定を外れ市道に変更された。

### 年表
- 1993年（平成5年）5月11日 - 建設省から、県道今町三股停車場線の一部、県道財部庄内三股線の一部、県道安久桜木線の一部が都城東環状線として主要地方道に指定される[4]。
- 1994年（平成6年）4月1日 - 宮崎県が一般県道今町三股停車場線、財部庄内三股線、安久桜木線の3路線を廃止[5]。都城東環状線を新規認定[2]
- 2001年度（平成13年度） - 地域高規格道路都城志布志道路のうち都城東環状線が事業化[6]
- 2011年（平成23年）
  - 4月19日 - 都城志布志道路 五十町IC - 梅北IC間（L=3,160 m）開通[7]
  - 12月8日 - 都城志布志道路に並行する現道が道路区域から除外され[8]、都城市道に降格

## 路線状況

### 重複区間
- 国道222号（都城市安久 - 都城市安久・安久交差点）
- 宮崎県道33号都城北郷線（北諸県郡三股町大字樺山・三股町武道館前交差点 - 北諸県郡三股町大字樺山・東植木交差点[注釈 2]）
- 鹿児島県道・宮崎県道108号財部庄内安久線（北諸県郡三股町大字蓼池（たでいけ） - 都城市神之山町・都城市神之山交差点）
- 国道269号（都城市神之山町・都城市神之山交差点 - 北諸県郡三股町大字蓼池）

### 道路施設

#### 橋梁
- 安久橋（安久川、都城市）
- 久保下川（年見川、北諸県郡三股町）
- 岩下橋（沖水川、北諸県郡三股町）

## 地理

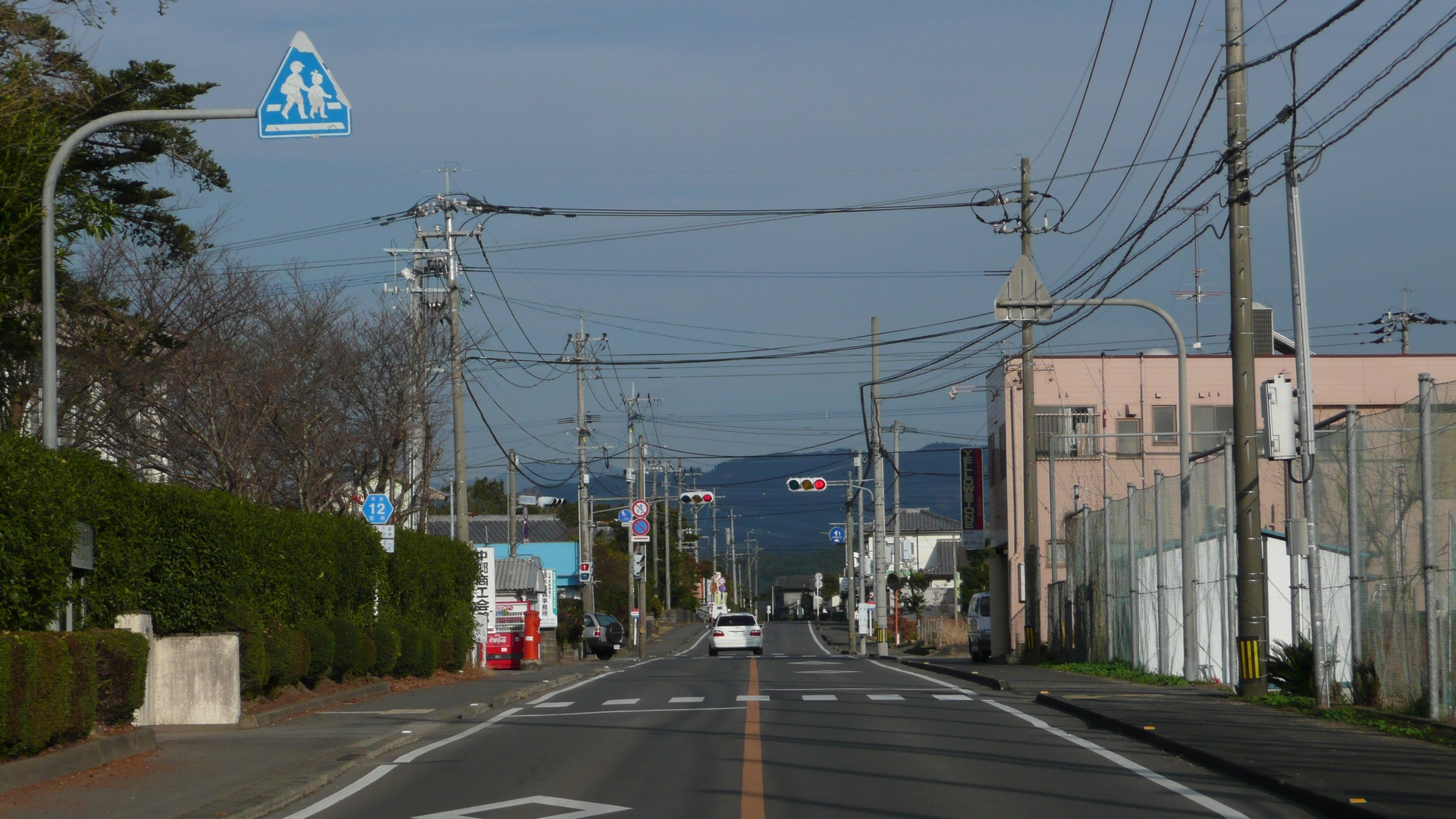
県道12号都城東環状線（都城市梅北町）

### 通過する自治体
- 都城市
- 北諸県郡三股町
- 都城市
- 北諸県郡三股町
- 都城市

### 交差する道路
| 交差する道路                                                                | 市町村名 | 市町村名 | 交差する場所         | 交差する場所         |
| --------------------------------------------------------------------------- | -------- | -------- | -------------------- | -------------------- |
| 宮崎県道・鹿児島県道2号都城隼人線                                           | 都城市   | 都城市   | 平塚町               | 平塚IC / 起点        |
| 国道10号 / 現道 都城道路                                                    | 都城市   | 都城市   | 五十町               | 五十町IC             |
| 国道269号                                                                   | 都城市   | 都城市   | 今町                 | 今町IC               |
| 鹿児島県道・宮崎県道109号飯野松山都城線 / 都城志布志道路                    | 都城市   | 都城市   | 梅北町               | 梅北IC               |
| 鹿児島県道・宮崎県道109号飯野松山都城線 / 現道                              | 都城市   | 都城市   | 梅北町               | 都城市梅北交差点     |
| 国道222号 重複区間起点                                                      | 都城市   | 都城市   | 安久町               |                      |
| 国道222号 重複区間終点                                                      | 都城市   | 都城市   | 安久町               | 安久交差点           |
| 鹿児島県道・宮崎県道108号財部庄内安久線                                     | 都城市   | 都城市   | 安久町               |                      |
| 国道222号 / 牛の峠バイパス                                                  | 北諸県郡 | 三股町   | 大字宮村             |                      |
| 宮崎県道33号都城北郷線 重複区間起点 宮崎県道423号三股停車場線               | 北諸県郡 | 三股町   | 大字樺山             | 三股町武道館前交差点 |
| 宮崎県道33号都城北郷線 重複区間終点                                         | 北諸県郡 | 三股町   | 大字樺山             | 東植木交差点         |
| 鹿児島県道・宮崎県道108号財部庄内安久線 重複区間起点                        | 北諸県郡 | 三股町   | 大字蓼池（たでいけ） |                      |
| 国道269号 重複区間起点 鹿児島県道・宮崎県道108号財部庄内安久線 重複区間終点 | 都城市   | 都城市   | 神之山町             | 都城市神之山交差点   |
| 国道269号 重複区間終点                                                      | 北諸県郡 | 三股町   | 大字蓼池             |                      |
| 国道10号未供用                                                              | 都城市   | 都城市   | 高城町               | 終点                 |

### 交差する鉄道
- 日豊本線

### 沿線
- 都城市立中郷中学校
- 都城市立安久小学校
- 三股町立宮村小学校